# La Iguala
La Iguala es un municipio del departamento de Lempira en la República de Honduras.

## Límites
| Orientación                   | Límite                           |
| ----------------------------- | -------------------------------- |
| Norte                         | Municipio de La Unión, Lempira   |
| Norte                         | Departamento de Santa Bárbara    |
| Sur                           | Municipio de Belén, Lempira      |
| Este                          | Municipio de San Rafael, Lempira |
| Este                          | Departamento de Intibucá         |
| Oeste                         | Municipio de Lepaera, Lempira    |
| Municipio de Gracias, Lempira |                                  |

Extensión territorial: 349.0 km².
El acceso a esta cabecera puede resultar tedioso. Hay dos vías para llegar, las cuales se describirán a continuación. La primera es tomando un desvío localizado a 7 km antes de llegar a Gracias, es el mismo que dirige a los municipios de San Rafael y La Unión. Se atraviesan muchas comunidades a medida se avanza por esta carretera, después de 30 km en El Matazano se debe girar a la derecha para recorrer otros 15 km hasta llegar a "La Iguala Centro", en tiempo es un recorrido de 1.5 h.
El tramo que empieza en El Matazano es el más difícil de transitar ya que su reparación no es tan periódica. La segunda vía, es dirigiéndose hacia el Municipio de Belén, a 12 km de Gracias, desviándose en la comunidad de Los Siles. Esta vía solo es recomendable para vehículos de tracción en las 4 ruedas y en tiempo es apenas 30 minutos. Mucho más aconsejable que la primera.

## Geografía

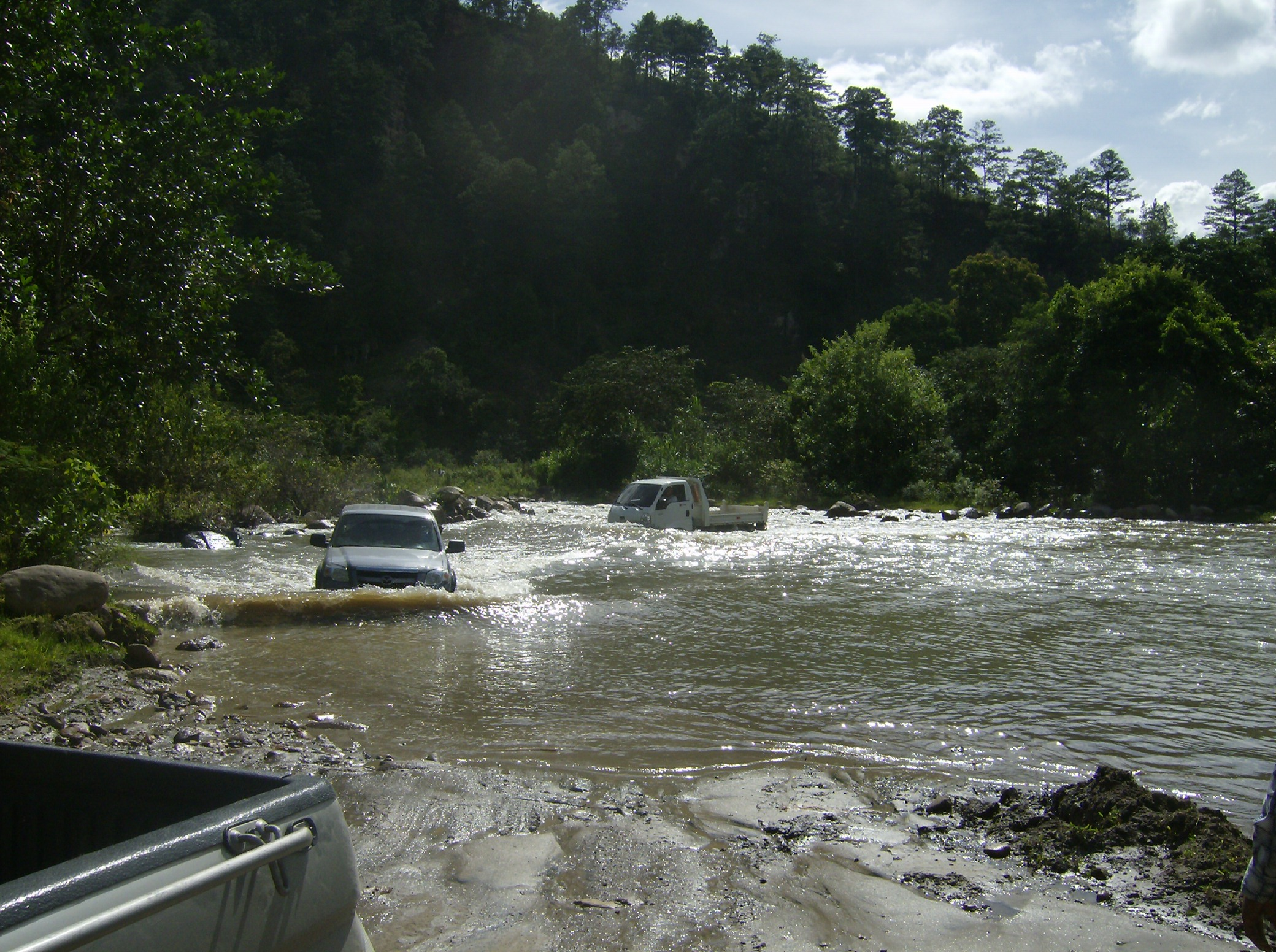
Río "Conchaguala".

Se encuentra en una hondonada entre varios cerros tupidos de pinos. Donde también se unen dos ríos. Los cerros de los alrededores son grandes y empinados.

## Historia
Es un pueblo muy antiguo formado por poblaciones de indígenas lencas.
1556 (1 de mayo), fue instalada su primera municipalidad y se llamaba "Santiago de La Iguala", con el correr del tiempo solamente se pronunciaba, La Iguala.
En 1791, figura en el primer censo de población de 1791. La Iguala ya había sido creado cuando los españoles fundaron Gracias.

## Población
Al pasar por las comunidades para llegar a "La Iguala Centro" se puede apreciar que la 3/4 de los pobladores son descendientes de indígenas de la zona. La cantidad restante son individuos mestizos.
- Población: la población para el año 2013 era de 25,491 habitantes. Y para el año 2020 se espera tener 30,375 habitantes.

## Economía
Por su geografía y elevación, el café se ha vuelto el producto número uno, pero en las zonas más altas del municipio. En la cabecera lo que predomina son los cultivos de maíz y frijoles. También se puede encontrar pequeñas cantidades de plátanos y piñas. El ganado y productos lácteos son para consumo local. Los recursos forestales son aprovechados de manera racional debido a que la localidad cuenta con energía eléctrica y existe servicio de telecomunicación móvil.

## Turismo

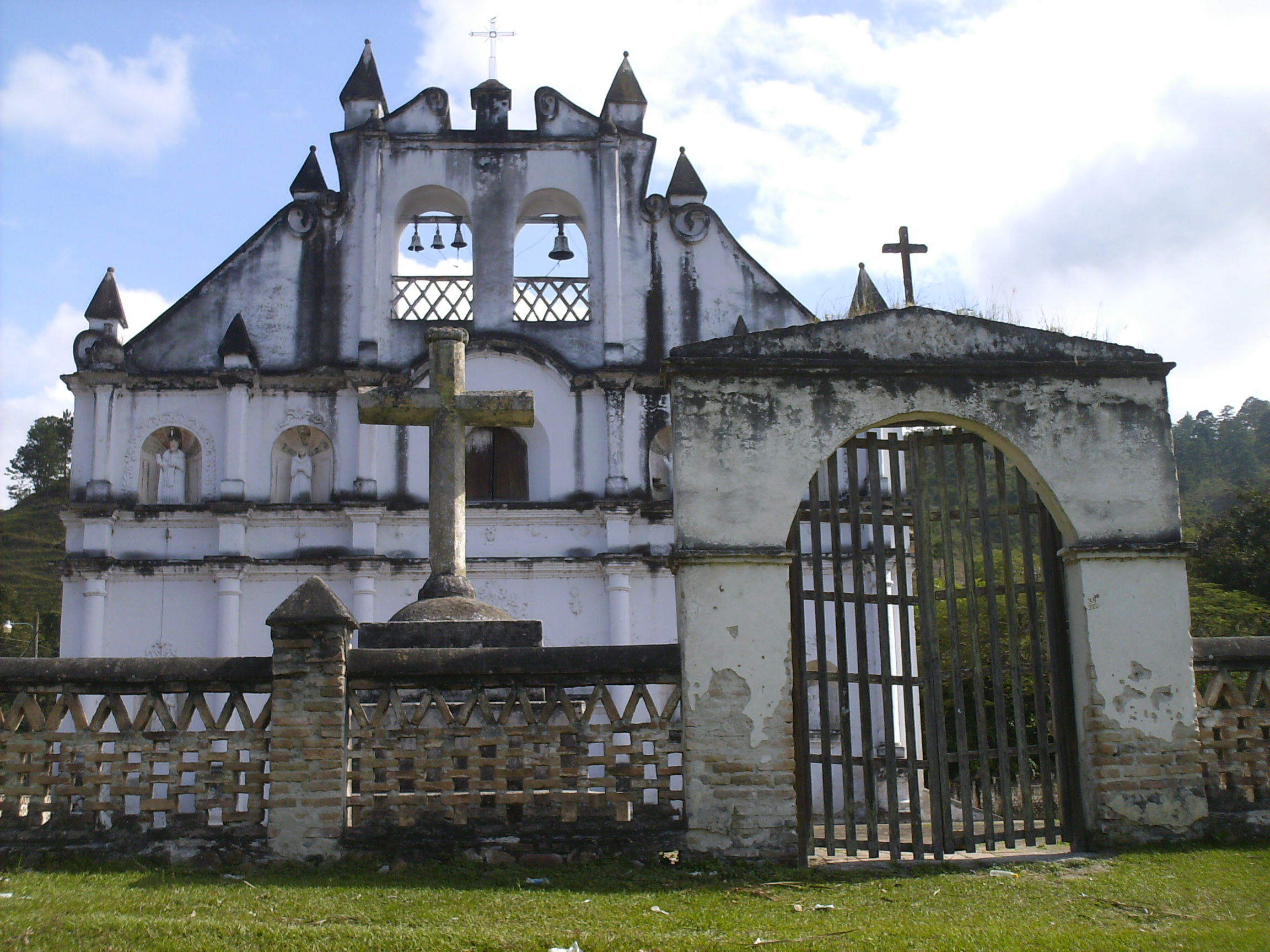
La Iglesia Colonial de La Iguala Centro.

La Iguala Centro tiene sus atractivos para ofrecer al turista. Entre las atracciones están: iglesia de la época colonial.
En la oficina del Registro Nacional de las Personas (RNP) local, se encuentran manuscritos de inscripciones con fechas de 1883. Y no se puede excluir la tranquilidad de las zonas rurales y dos ríos que fluyen cercanos a la cabecera. Cuenta con tres hermosas cascadas naturales y para los turistas o visitantes ya se cuenta con un hotel acondicionado con lo necesario para hacer una visita de aventura. Pero si se desea hacer algo extremo se hacen escalinatas a través de las cascadas.

### Cascada La Lluvia
‘’’Ubicada a 10 minutos al este del casco urbano’’’

### Feria Patronal
Su Feria patronal es del 13 al 16 de agosto, día de la Virgen de los Ángeles.

## Enlaces externos

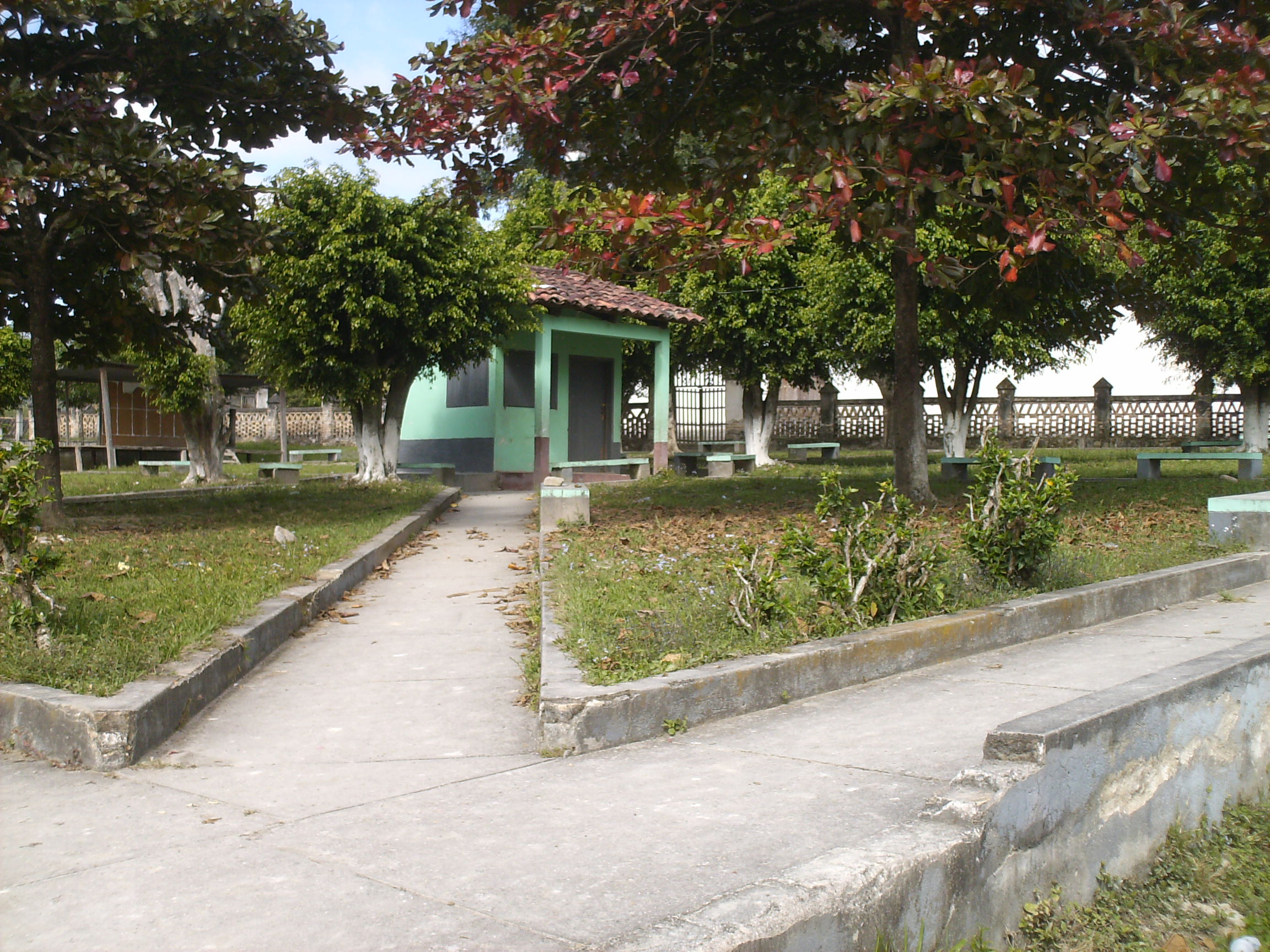
Parque en La Iguala Centro.

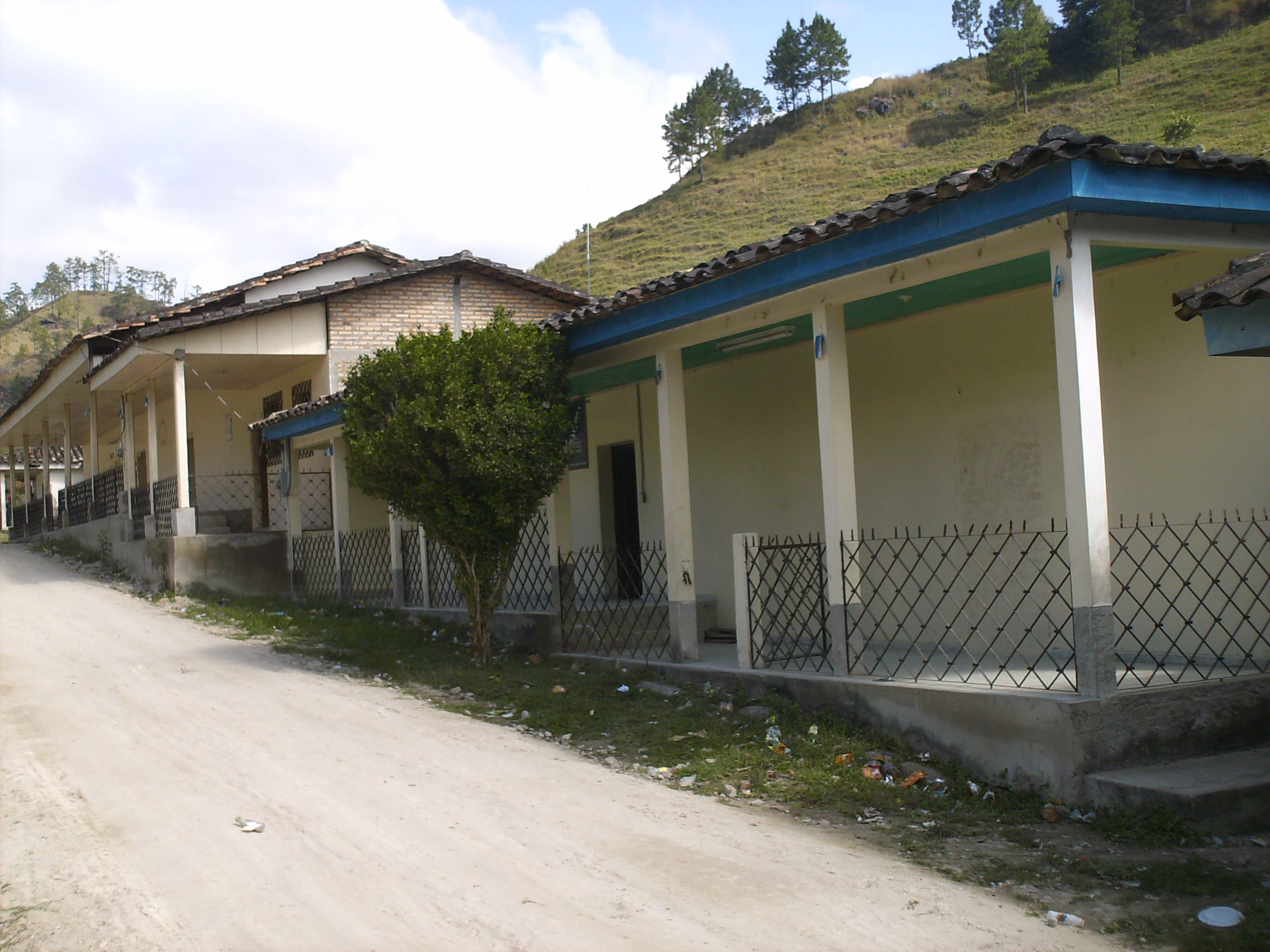
Edificios Administrativos.

## División Política
Aldeas: 26 (2013)
Caseríos: 103 (2013)
| Código | Aldea                |
| ------ | -------------------- |
| 130901 | La Iguala            |
| 130902 | Chusquín             |
| 130903 | El Juncal            |
| 130904 | El Mango             |
| 130905 | El Matasano          |
| 130906 | El Rodeíto           |
| 130907 | El Zapote            |
| 130908 | La Guadalupe         |
| 130909 | Lagunas              |
| 130910 | Las Pilas            |
| 130911 | Las Playas           |
| 130912 | Las Olominas         |
| 130913 | Las Vegas            |
| 130914 | Los Llanos           |
| 130915 | Los Tablones         |
| 130916 | Llano Largo          |
| 130917 | Monte Largo          |
| 130918 | Nueva Paz            |
| 130919 | Ojaca                |
| 130920 | Potrerillos          |
| 130921 | Quioco               |
| 130922 | Río Blanco           |
| 130923 | San Isidro de Jacan  |
| 130924 | San José de Curunate |
| 130925 | San Miguel           |
| 130926 | Taragual             |